# Elkana
Elkana  (hébreu : אֱלְקָנָה « Elqānāh « El a acheté ») est un personnage biblique qui appartient à la tribu de Lévi et qui habite à Ramataïm-Tsofim (en) dans les monts d'Éphraïm (en). Apparaissant dans les Livres de Samuel, il est le mari d'Hannah. Ils sont tous les deux les parents de Samuel , prophète et dernier juge d'Israël. Polygame, Elkana a également pour seconde épouse Peninnah (en), moins favorisée mais ayant plus d'enfants. Les noms des autres enfants d'Elkana en dehors de Samuel ne sont pas donnés. Ne jouant qu'un rôle mineur dans le récit biblique, Elkana est plutôt là pour mettre en valeur les personnages d'Eli, Hannah et Samuel.

## Biographie
Elkana, fils de Yeroham, est un Lévite qui habite à Ramathaïm-Tsophim (en) dans la région montagneuse d'Éphraïm (en). Il est bigame et a deux femmes : Hannah qui est stérile  et Peninnah qui a des enfants et se moque de Hannah. Chaque année Elkana se rend à Silo, situé au nord de Béthel et au sud de Lebonah (en), avec ses deux femmes. Un jour que Hannah prie à Silo pour avoir un enfant, le juge d'Israël Éli lui prophètise que Dieu réalisera sa requête. Hannah met au monde Samuel, puis Elkana avec sa maisonnée se rend à Silo sans Hannah. Lorsque Samuel est sevré, Elkana et Hannah vont à Silo pour confier Samuel à Éli.

## Ascendance d'Elkana
Elkana appartient à la tribu de Lévi. Il est un descendant de Coré, chef d'une rébellion contre Moïse et Aaron pendant l'Exode. Dans son ascendance, on trouve deux autres « Elkana ».
- Lévi[17],[18]
  - Qehath[17],[19],[18]
    - Yitsehar[19],[20],[18]
      - Coré[20],[21],[22]
        - Abiasaph[21] ou Ébiasaph[23],[22], a un frère qui s'appelle Elkana[21]
          - Assir[23],[22]
            - Tahath[24],[22]
              - Tsephania[25]
                - Azaria[25]
                  - Yoël[25]
                    - Elkana[26],[25]
                      - Amasaï[26],[27]
                        - Mahath[27]
                          - Elkana[28],[27]
                            - Tsouph[3],[27], un Éphraïmite[29] ou Tsophaï[28]
                              - Tohou[3] ou Nahath[26] ou Toah[30]
                                - Élihou[3] ou Éliab[31] ou Éliël[30]
                                  - Yeroham[3],[31],[30]
                                    - Elkana[3],[31],[30], qualifié de prophète dans le Talmud et père du juge et prophète Samuel